# Jelling

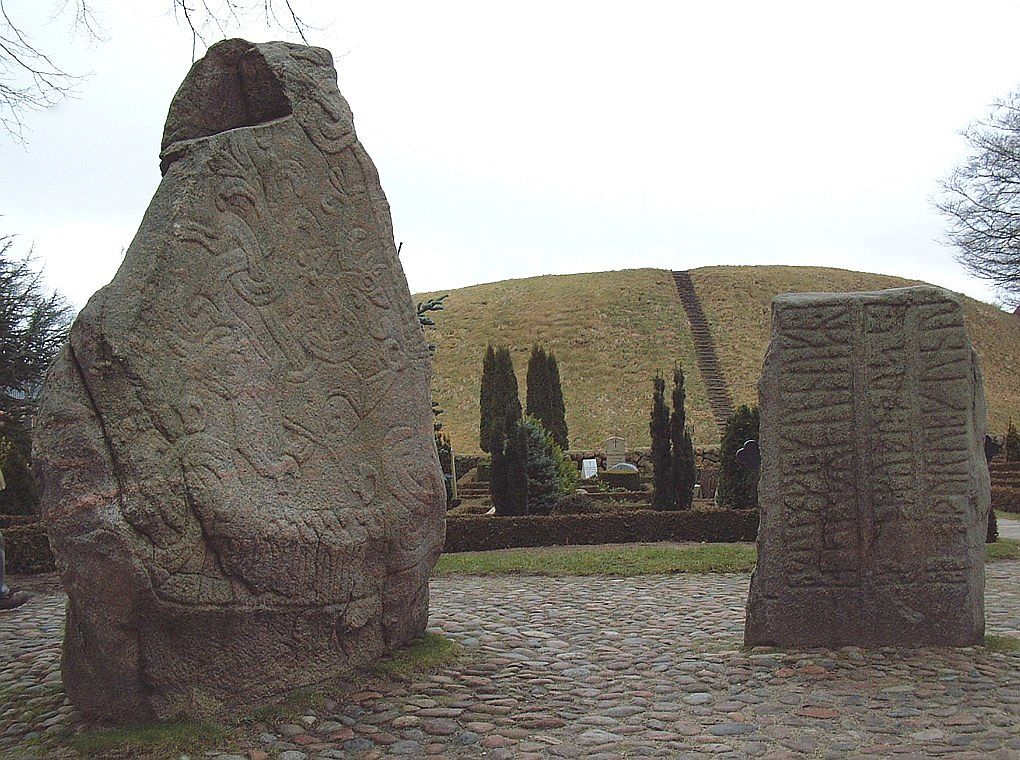
Jelling

Jelling este un oraș în Danemarca.

## Istoric
Vestigiile istorice de la Jelling au fost înscrise în anul 1994 pe lista patrimoniului cultural mondial UNESCO.